# Szczyt Karola Marxa
Szczyt Karola Marksa (tadż. Қуллаи К. Маркс) – szczyt w paśmie Pamiru. Leży w południowym Tadżykistanie i jest najwyższym szczytem w pasmie Shakdhara, części Pamiru.
Pierwszego wejścia dokonała ekspedycja radziecka pod przewodnictwem Jewgienija Beleckiego 6 września 1946 r.